# Sorvilán
Sorvilán é um município da Espanha na província de Granada, comunidade autónoma da Andaluzia, de área 34,5 km² com população de 659 habitantes (2007) e densidade populacional de 20,27 hab/km².

## Demografia
| Variação demográfica do município entre 1991 e 2004 | Variação demográfica do município entre 1991 e 2004 | Variação demográfica do município entre 1991 e 2004 | Variação demográfica do município entre 1991 e 2004 |
| --------------------------------------------------- | --------------------------------------------------- | --------------------------------------------------- | --------------------------------------------------- |
| 1991                                                | 1996                                                | 2001                                                | 2004                                                |
| 952                                                 | 694                                                 | 696                                                 | 694                                                 |